# چویله
چویله (به اسپانیایی: Choele Choel) یک منطقهٔ مسکونی در آرژانتین است که در Avellaneda Department واقع شده‌است. چویله ۱۰٬۶۴۲ نفر جمعیت دارد و ۱۱۸ متر بالاتر از سطح دریا واقع شده‌است.